# Кольонія-Біскупська
Кольонія-Біскупська (пол. Kolonia Biskupska) — село в Польщі, у гміні Радлув Олеського повіту Опольського воєводства.
Населення — 191 особа (2011).
У 1975-1998 роках село належало до Ченстоховського воєводства.

## Демографія
Демографічна структура станом на 31 березня 2011 року:
|          | Загалом | Допрацездатний вік | Працездатний вік | Постпрацездатний вік |
| -------- | ------- | ------------------ | ---------------- | -------------------- |
| Чоловіки | 91      | 23                 | 60               | 8                    |
| Жінки    | 100     | 14                 | 74               | 12                   |
| Разом    | 191     | 37                 | 134              | 20                   |